# Hendrik de Iongh
Hendrik de Iongh (Dordrecht, Holanda del Sud, 4 d'agost de 1877 - La Haia, 9 d'agost de 1962) va ser un tirador neerlandès que va competir a començaments del segle xx.
El 1912 va prendre part en els Jocs Olímpics d'Estocolm, on va disputar tres proves del programa d'esgrima. En la prova del sabre per equips guanyà la medalla de bronze, mentre en sabre i espasa quedà eliminat en sèries.